# Aparell digestiu
En els animals, l'aparell digestiu és el sistema d'òrgans que transforma els aliments en substàncies simples en un procés anomenat digestió. Un cop realitzada la digestió, l'organisme pot absorbir aquestes substàncies i fer-les servir en l'obtenció d'energia i en el manteniment del cos.

## Estructura bàsica
En l'ésser humà consta dels següents òrgans:

### Tub digestiu
- La boca: conté les dents, que mosseguen i masteguen el menjar. La llengua barreja els aliments amb saliva i els empeny cap a la gola.
- L'esòfag: serveix de conducte de pas per als aliments entre la faringe i l'estómac, l'epiglotis evita que el bol alimentari arribi al sistema respiratori. Un cop ha arribat a l'esòfag, el menjar passa automàticament a l'estómac.
- L'estómac: tritura i barreja els aliments amb substàncies àcides i digestives anomenades enzims.
- L'intestí prim: és un tub llarg i prim, de més de 5 m de longitud. En ell es produeix la major part del procés de la digestió i de l'absorció dels aliments. Els enzims alliberats degraden el menjar. L'intestí prim desemboca a l'intestí gros.
- L'intestí gros: és un tub ample d'1,5 m de longitud, situat a l'abdomen. A través de l'intestí gros s'absorbeix l'aigua i les substàncies químiques útils. El material sobrant és impulsat i excretat per l'anus.

### Glàndules associades
- Les glàndules salivals: aporten líquids i substàncies que inicien la seva descomposició química.
- El pàncrees: produeix els enzims que faciliten la transformació dels aliments.
- El fetge: produeix i allibera substàncies digestives a l'intestí prim. També emmagatzema sucres i els allibera a la sang segons les necessitats de l'organisme.

## Anatomia i fisiologia
L'aparell digestiu és un tub llarg, amb importants glàndules associades. La seva funció és la transformació de les grans i complexes molècules dels aliments en substàncies simples i fàcilment utilitzables per l'organisme. Des de la boca fins a l'anus, el tub digestiu mesura uns onze metres de longitud.
A la boca ja comença pròpiament la digestió. Les dents trituren de manera mecànica els aliments, i les secrecions de les glàndules salivals aporten líquids i substàncies que inicien la seva descomposició química; la saliva conté ja enzims que inicien la hidròlisi dels aliments. Després, el bol alimentari travessa la faringe, continua baixant per l'esòfag i arriba fins a l'estómac, que és una bossa muscular amb un volum d'un litre i mig. En condicions normals, la mucosa de l'estómac segrega un potent suc gàstric, i l'aliment és remogut fins a convertir-se en una pasta viscosa anomenada quim.
A la sortida de l'estómac, el tub digestiu es perllonga en l'intestí prim, d'uns cinc metres de llarg, encara que molt replegat sobre si mateix. En la seva primera porció, el duodè, rep les secrecions de les glàndules intestinals, la bilis i els sucs del pàncrees. Totes aquestes secrecions contenen una gran quantitat d'enzims que degraden els aliments i els transformen en substàncies simples solubles.
El tub digestiu continua amb la part anomenada intestí gros, d'una mica més d'un metre i mig de longitud. La seva porció final és el recte, que acaba en l'anus, per on s'evacuen a l'exterior les restes no absorbits dels aliments.

## Descripció anatòmica

Òrgans implicats en la digestió (1.Esòfag 2.Diafragma 3.Estómac 4.Fetge 5.Vesícula biliar 6.Duodè 7.Pàncrees 8.Melsa)

### Cavitat bucal
La digestió comença a la boca, on els aliments són mastegats. La saliva és secretada a la boca, en grans quantitats (0,5-1,5 litres al dia) per tres parells de glàndules salivals (paròtide, submaxilar i sublingual) i és barrejada per la llengua, amb el menjar mastegat.
Hi ha dos tipus de secrecions líquides a la boca: una és una secreció aquosa, prima i el seu propòsit és humitejar el menjar. L'altra és una secreció mucosa, espessa, que conté els enzims ptialina o amilasa salival que hidrolitza parcialment el midó i el lisozim que té acció desinfectant sobre determinats bacteris, actua com a lubrificant i causa que les partícules d'aliment es mantinguin enganxades les unes a les altres formant el bol alimentari.
La saliva serveix per netejar la cavitat oral i humitejar l'aliment i més conté enzims digestius tals com l'amilasa salival, la qual ajuda en la degradació química dels polisacàrids, tals com el midó, en disacàrids com la maltosa. També conté mucina, una glicoproteïna que ajuda a estovar els aliments que formen el bol.
En el moment d'empassar, es transporta el menjar mastegat fins a l'esòfag, passant a través de l'orofaringe i la hipofaringe. El mecanisme per empassar és coordinat pel centre d'empassat a la medul·la espinal. El reflex inicial és iniciat per receptors de tacte a la faringe quan el bolus d'aliments és empès fins a la part de darrere de la boca.

### Esòfag
L'esòfag és un conducte o múscul membranós que s'estén des de la faringe fins a l'estómac. De les incisives al càrdies —porció on l'esòfag es continua amb l'estómac— hi ha uns 40 cm. L'esòfag comença al coll, travessa tot el tòrax i passa a l'abdomen a través de l'orifici esofàgic del diafragma. Habitualment és una cavitat virtual —és a dir que les seves parets es troben unides i només s'obren quan passa el bol alimentari. L'esòfag arriba a mesurar 25 cm i té una estructura formada per dues capes de músculs, que permeten la contracció i relaxació en sentit descendent de l'esòfag. Aquestes ondes reben el nom de moviments peristàltics i són les que provoquen l'avançament de l'aliment cap a l'estómac. Només és una zona de pas del bol alimentari, i és la unió de diferents orificis, el bucal, el nasal, les orelles i la laringe.

### Estómac

Estructura de l'estómac

L'estómac és un òrgan en què s'acumula menjar. Varia de forma segons l'estat de repleció —quantitat de contingut alimentari present en la cavitat gàstrica— a la qual es troba, habitualment té forma de J. Consta de diverses parts, que són: fundus, cos, antre i pílor. La seva vora menys extensa es denomina curvatura menor i l'altra, curvatura major. El càrdies és el límit entre l'esòfag i l'estómac i el pílor és el límit entre l'estómac i l'intestí prim. En un individu mesura aproximadament 25 cm del càrdies al pílor i el diàmetre transvers és de 12 cm.
És l'encarregat de fer la transformació química, ja que els sucs gàstrics transformen el bol alimentari que anteriorment havia estat transformat mecànicament des de la boca.
En el seu interior es troben principalment dos tipus de cèl·lules, les cèl·lules parietals, les quals secreten l'àcid clorhídric (HCL) i el factor intrínsec, una glucoproteïna utilitzada en l'absorció de vitamina B₁₂ a l'intestí prim; a més a més conté les cèl·lules principals o Oxíntiques les quals secreten pepsinogen, precursor enzimàtic que s'activa amb l'HCL formant tres pepsines cadascun.
La secreció de suc gàstric està regulada tant pel sistema nerviós com el sistema endocrí, procés en què actuen: la gastrina, la colecistocinina (CCK), la secretina i el pèptid inhibidor gàstric (PIG).
A l'estómac es realitza la digestió de proteïnes (principalment pepsina) i lípids, però no s'hi digereixen els carbohidrats. Una altra funció de l'estómac és l'eliminació dels bacteris que hi arriben amb els aliments per acció de l'àcid clorhídric.

### Pàncrees

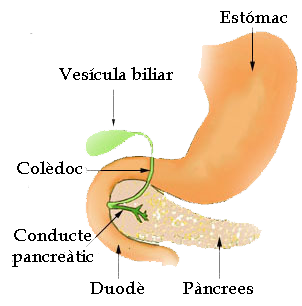
Pàncrees i vesícula biliar

És una glàndula íntimament relacionada amb el duodè. És d'origen mixt; segrega hormones a la sang per controlar els sucres i suc pancreàtic que es vessa a l'intestí a través del conducte pancreàtic, i intervé i facilita la digestió. Les seves secrecions són de gran importància en la digestió dels aliments.

### Vesícula biliar
La vesícula biliar és una víscera que forma part de l'aparell digestiu amb una mida aproximada d'entre 5 a 7 cm de diàmetre. Es connecta amb l'intestí prim (duodè) per la via biliar comuna o conducte colèdoc. La funció de la vesícula és emmagatzemar i concentrar la bilis segregada pel fetge i que assoleix la vesícula a través dels conductes hepàtic i cístic, fins a ésser requerida pel procés de la digestió. Emmagatzema la secreció biliar fins que un estímul adequat en causa l'alliberació per la contracció de la seva paret muscular. La secreció de la bilis per la vesícula és estimulada per la ingesta d'aliments, sobretot quan contenen carn o greixos; en aquell moment es contreu i expulsa la bilis concentrada cap al duodè. La bilis és un líquid de color bru verdós que té la funció d'emulsionar els greixos, produint microsferes i facilitant així la seva digestió i absorció, a més a més d'afavorir els moviments intestinals, evitant així la putrefacció. Les situacions que retarden o obstrueixen el fluix de la bilis provoquen malalties de la vesícula biliar.

### Fetge

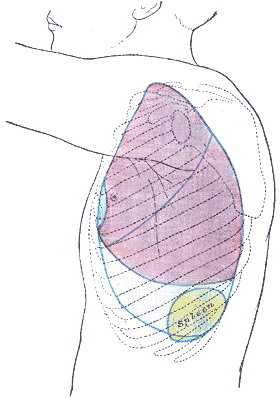
La melsa, colorejada de verd.

El fetge és la víscera més grossa del cos. Pesa uns 1500 grams. Consta de quatre lòbuls, dret, esquerre, quadrat i caudat, els quals es divideixen, al seu torn, en segments. Les vies biliars són les vies excretores del fetge; a través seu la bilis és conduïda al duodè. Normalment hi ha dos conductes, el dret i l'esquerre, que conflueixen i formen un conducte únic. El conducte hepàtic rep un conducte més fi, el conducte cístic, que prové de la vesícula biliar allotjada a la cara visceral de fetge. De la reunió dels conductes cístic i l'hepàtic es forma el colèdoc, que descendeix al duodè, on desemboca juntament amb el conducte excretor del pàncrees.
La vesícula biliar és una víscera buida petita. La seva funció és emmagatzemar i concentrar la bilis segregada pel fetge fins que sigui requerida per als processos de la digestió. En aquell moment es contreu i expulsa la bilis concentrada cap al duodè. És de forma ovalada o lleugerament piriforme i el seu diàmetre major és d'uns 5 a 7 cm.

### Melsa
La melsa, per les seves principals funcions s'hauria de considerar un òrgan del sistema circulatori, però per la seva gran capacitat d'absorció de nutrients per via sanguínia, se'l pot sumar a les glàndules annexes de l'aparell digestiu. La seva mida depèn de la quantitat de sang que contingui. Està situada a la part esquerra superior de l'abdomen, per darrere de l'estómac i just per sota del diafragma. En condicions normals, les seves dimensions són de 125 × 75 × 50 mm i el seu pes mitjà és de 150 g. És l'òrgan més gran derivat del mesènquima. Està format per masses de teixit limfoide d'aspecte granular situat al voltant de venes i artèries.
Hi ha diversos lligaments peritoneals que serveixen per sustentar la melsa: el lligament gastroesplènic, que connecta l'estómac amb la melsa; el lligament esplenorenal, que connecta la melsa amb el ronyó, i el lligament frenocòlic, que connecta l'angle esplènic del còlon amb el diafragma. El centre connecta amb la melsa.

### Intestí prim
L'intestí prim comença al duodè, després del pílor, i acaba a la vàlvula ileocecal, mitjançant la qual s'uneix a la primera part de l'intestí gros. La seva longitud és variable i el seu calibre disminueix progressivament des del seu origen fins a la vàlvula ileocecal i mesura de 6 a 7 metres de longitud.

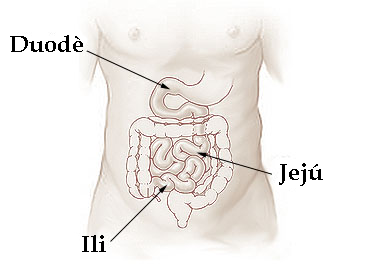
Parts de l'intestí prim

La principal funció de l'intestí prim és l'absorció dels nutrients necessaris per al cos. És la part del tub digestiu que inicia després de l'estómac i acaba al cec del còlon. Es divideix en tres porcions: duodè, jejú i ili.
El duodè es caracteritza per la seva relació amb l'estómac, és el primer de la porció principal on arriba el suc pancreàtic i hepàtic. El jejú té un diàmetre més gran que l'ili —4 centímetres el jejú, 2 cm l'ili. També té més plecs circulars, més vellositats intestinals i més fines, mentre que l'ili en té menys.
L'ili té els fol·licles limfoides (plaques de Peyer) i la irrigació vascular en forma d'arcades és més gran que en el jejú. A més a més, les seves parets són més primes i menys vascularitzades. A la paret de l'ili hi ha l'esfínter ileocecal, el grau de contracció del qual és controlat pels reflexos del cec, causats per la seva distensió.
El quim que es crea a l'estómac, del bol alimentari mesclat amb l'àcid clorhídric, a partir de moviments propulsors o peristàltics es mescla amb les secrecions biliar i pancreàtica —a més a més de la pròpia duodenal— per no trencar les capes de l'intestí prim, ja que aquest té un pH àcid, i és portat al duodè. La velocitat dels resultats dels moviments peristàltics de l'intestí és aproximadament 1 cm/min. El trànsit alimentari continua per aquest tub d'uns sis metres, al llarg dels quals es completa el procés de la digestió; el quim es transforma en quilomicrons i s'efectua l'absorció de les substàncies útils amb moviments de constriccció, intermitents i concèntrics localitzats, que duren un pocs segons. El fenomen de la digestió i de l'absorció depenen especialment del contacte de l'aliment amb les parets intestinals, per la qual cosa com més gran sigui aquest i en una superfície més àmplia, millor serà la digestió i absorció dels aliments. Això dona una de les característiques morfològiques més importants de l'intestí prim que són la presència de nombrosos plecs que amplifiquen la superfície d'absorció com ara plecs circulars, vellositats intestinals (de 0,5 mm d'alçada i un nucli de làmina pròpia) o microvellositats a les cèl·lules epitelials.

### Intestí gros

Localització de l'intestí gros a l'abdomen

L'intestí gros s'inicia a partir de la vàlvula ileocecal en un fons de sac denominat cec d'on surt l'apèndix vermiforme i acaba al recte. Des del cec al recte descriu una sèrie de revolts, formant un marc en el centre del qual estan les nanses del jejú i de l'ili. La seva longitud és variable, entre 120 i 160 cm, i el seu calibre disminueix progressivament, essent la porció més estreta la regió on s'uneix amb el recte o unió rectosigmoïdal, on el seu diàmetre no acostuma a sobrepassar els 3 cm, mentre que el cec és de 6 o 7 cm.
El còlon consta de quatre seccions: còlon ascendent, transvers, descendent i sigmoide. El còlon ascendent, que s'estén cap amunt pel costat dret de l'abdomen, és la primera secció i comença a l'àrea d'unió amb l'intestí tènue amb una longitud de 15 cm. El còlon transvers, d'una longitud mitjana de 50 cm, és la segona secció i s'estén a través de l'abdomen del costat dret cap al costat esquerre. Els seus dos extrems formen dos replecs que es diuen replec còlic dret —és la unió del còlon ascendent amb el còlon transvers— i replec còlic esquerre, que és  la unió del còlon transvers amb el colon descendent. El Còlon descendent és la tercera secció i continua cap avall pel costat esquerre. El Còlon sigmoide, amb 10 cm de longitud, és la quarta secció i s'anomena així per la forma de S. Desemboca al canal anal recte i anus. El recte és la part terminal del tub digestiu.

### Recte

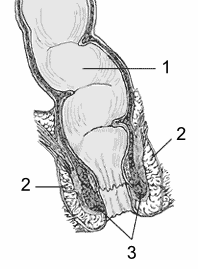
Diagrama del recte i l'anus. 1: recte, 2: esfínter extern, 3: esfínter intern

El recte és l'últim tram del tub digestiu, i està situat immediatament després del còlon sigmoide. El recte rep els materials de deixalla que queden després de tot el procés de la digestió dels aliments, constituint la femta. El recte és la part final de l'intestí gros i té una longitud de 15 cm, i d'aquí la femta surt del cos a través de l'anus.
L'ampolla rectal serveix com magatzem temporal de la femta, pel fet que les parets rectals es distenen quan s'hi acumulen els excrements. Els receptors d'estirament del sistema nerviós vegetatiu, situat en les parets rectals, estimulen el desig defecatori. Quan el recte està ple, la pressió intrarectal empeny a les parets del canal anal, el recte s'escurça i les ones peristàltiques propulsen la femta cap a l'anus.

### Anus
L'anus és un orifici que es troba a l'extrem terminal inferior del tub digestiu, de la mateixa manera que la cavitat oral (boca) és l'orifici de l'extrem inicial superior. Està constituït pel múscul esfínter voluntari —esfínter extern de l'anus—, recobert de mucosa, i es tracta d'una obertura a través de la qual els materials de rebuig de la digestió (femta) surten del cos.
El múscul elevador de l'anus produeix un angle de 90° entre el recte i l'anus i això produeix la tanca al pas dels excrements, d'un mode similar al plegat d'una mànega. Al procés de la defecació s'incrementa la pressió intrarectal, que omple d'excrements el recte, augmentat per les contraccions dels músculs del pis pelvià i abdominal. Un múscul involuntari, l'esfínter anal intern, juntament amb l'extern, responen a la pressió mitjançant la relaxació, permetent així que la femta pugui entrar al canal anal. Abans de defecar, el relaxament de tots dos esfínters anals juntament amb el múscul elevador de l'anus produeix que l'angle entre el recte i anus passi a 15º, el que permet l'evacuació de la femta. Onades peristàltiques empenyen els excrements cap a l'anus.

## Embriologia
A l'estadi més primitiu del seu desenvolupament, l'aparell digestiu sol dividir en tres parts: l'intestí proximal, l'intestí mitjà i l'intestí distal. L'intestí proximal dona lloc a l'esòfag, l'estómac, la meitat proximal del duodè, el fetge i el pàncrees. L'intestí mitjà dona lloc a la meitat distal del duodè, el jejú, l'ili, el cec, l'apèndix i part del còlon. L'endoderma de l'intestí distal dona lloc a la resta del còlon i al recte fins a la línia anus-rectal.
L'intestí gros procedeix embriològicament de la part de la nansa intestinal primitiva que té un menor nombre de replecs. En completar l'intestí un gir positiu de 270° (contrari a les agulles del rellotge) al voltant de l'eix de l'artèria mesentèrica superior, el començament de l'intestí gros es troba la fossa ilíaca dreta. Tenint en compte que existeix un punt fix, la cloaca primitiva que posteriorment originarà l'anus, el recorregut que fa l'intestí primitiu dibuixa perfectament el futur marc còlic de l'adult. El marc còlic enquadra les nanses del jejú i l'ili, que tenen una situació inframesocòlica.
En aquest estadi embrionari, el tub digestiu està envoltat pel mesenteri. El mesenteri ventral degenera durant el desenvolupament excepte en l'intestí proximal. El mesenteri dorsal està format per una doble capa de mesoteli que suspèn l'aparell digestiu. Una capa de mesoteli s'alinea amb la cavitat celomàtica (la futura cavitat peritoneal) formant el peritoneu parietal, que s'alinea amb la somatopleura i el peritoneu visceral, alineat amb l'esplacnopleura (paret de l'aparell digestiu composta de mucosa, submucosa i dues làmines de múscul).

## Malalties
L'aparell digestiu és un sistema fonamental dins del nostre cos, ja que a partir del seu funcionament es poden desenvolupar, aprofitar, assimilar i processar tots els aliments des de la boca fins a l'anus. Les malalties del sistema digestiu tenen com algunes de les principals causes l'alimentació i les infeccions. Quan es produeix alguna anomalia pot estar relacionada amb la manca d'higiene i el tipus de dieta. Algunes de les malalties són:
- Gastritis. Es caracteritza per una inflamació en la mucosa de l'estómac,[10] causada per substàncies irritants en els àpats o situacions d'estrès constant. Símptomes de la malaltia són dolors abdominals i fortes punxades. Altres factors que promouen la gastritis són infeccions per virus o bacteris, desnutrició, ingesta constant de medicaments i d'alcohol.
- Colitis. Inflamació de l'intestí gros. Símptomes característics són la diarrea i els dolors abdominals. Un possible factor causal pot ser l'estrès emocional.
- Síndrome del còlon irritable (còlon espàstic). Es caracteritza per símptomes com ara diarrea, restrenyiment i dolor abdominal. S'associa a estats d'estrès i ansietat.[11]
- Càncer oral, d'esòfag, d'estómac, de pàncrees, de fetge, d'intestí prim, d'intestí gros i de recte.
- Anorèxia. És un trastorn alimentari psicològic, que es caracteritza per una distorsió de la pròpia imatge, fent així que la persona deixi d'alimentar-se per aprimar-se.
- Bulímia. És un trastorn de comportament alimentari (TCA) d'origen nerviós en el qual la persona no té cap control en el que menja i sent una forta culpabilitat a causa d'això.
- Úlcera pèptica o úlcera gastroduodenal, és una nafra en el revestiment de l'estómac (úlcera gàstrica) o el duodè (úlcera duodenal). Una causa de l'úlcera pèptica és una infecció per Helicobacter pylori, però algunes úlceres són causades per l'ús perllongat d'antiinflamatoris no esteroidals (AINEs), principalment l'àcid acetilsalicílic.[12]

## Immunologia
El tracte gastrointestinal és també una part important del sistema immunitari. Es calcula que l'àrea superficial de tot el tracte gastrointestinal és equivalent a la d'un camp de futbol i per això el sistema immunitari requereix un treball molt important per evitar que els agents patògens entrin en contacte amb la sang i la limfa. El pH extremadament baix de l'estómac és fatal per a la majoria de microorganismes que hi entren. Igualment les mucositats de l'aparell contenen anticossos Immunoglobulina A que neutralitzen la majoria d'aquests patògens.